# Carlos Minc
Pour les articles homonymes, voir Minc.
Carlos Minc (né le 12 juillet 1951 à Rio de Janeiro, Brésil) est un géographe brésilien, professeur, écologiste, homme politique et ministre de l'Environnement lors du second mandat de Luiz Inácio Lula da Silva en tant que président du Brésil.
Il prend en 2013 la direction du « Plan national d’urgence en cas de pollution par les hydrocarbures (PNC) ».